# Marco Lambert
Marco Andrés Lambert (Saladillo, Buenos Aires, Argentina, 9 de enero de 1997) es un futbolista argentino que se desempeña como marcador central en Talleres (RdE), club que milita en la Primera B, cedido a préstamo de Almagro.

## Clubes
| Club           | País      | Año             |
| -------------- | --------- | --------------- |
| Almagro        | Argentina | 2019 - 2021     |
| Talleres (RdE) | Argentina | 2022 - Presente |

## Estadísticas
Actualizado al 22 de diciembre de 2021

| Almagro Argentina | 2.ª                 | 2019-20             | 3  | 0 | 0 | 0 | 0 | 0 | — | — | — | 3  | 0 | 0 |
| Almagro Argentina | 2.ª                 | 2020                | 7  | 0 | 0 | 0 | 0 | 0 | — | — | — | 7  | 0 | 0 |
| Almagro Argentina | 2.ª                 | 2021                | 26 | 0 | 0 | 0 | 0 | 0 | — | — | — | 26 | 0 | 0 |
| Almagro Argentina | Total               | Total               | 36 | 0 | 0 | 0 | 0 | 0 | 0 | 0 | 0 | 36 | 0 | 0 |
| Total en su carrera | Total en su carrera | Total en su carrera | 36 | 0 | 0 | 0 | 0 | 0 | 0 | 0 | 0 | 36 | 0 | 0 |
| (1) La copa nacional se refiere a la Copa Argentina y Supercopa Argentina . (2) La copa internacional se refiere a la Copa Sudamericana, Recopa Sudamericana, Copa Libertadores y Copa Suruga Bank. (3) Promedio de goles recibidos por partidos no incluye goles recibidos en partidos amistosos. |                     |                     |    |   |   |   |   |   |   |   |   |    |   |   |